# Зени (Саджиджао)
Зени (груз. ზენი) — село в Хобском муниципалитете края Самегрело-Верхняя Сванетия в Грузии. Расположено на левом берегу реки Чанисцкали, на высоте 40 метров над уровнем моря, в 13 км от города Хоби.
Население 1263 человек (2014).

## Известные жители и уроженцы
- Кевалишвили, Ксения Евгеньевна (1926 — ?) — Герой Социалистического Труда[2].